# I Am Easy to Find
I Am Easy to Find är ett musikalbum av The National. Det är gruppens åttonde studioalbum och utgavs i maj 2019 av skivbolaget 4AD. Skivans inledande låt "You Had Your Soul with You" gavs ut som dess första singel. Med en speltid på lite mer än en timme är det gruppens längsta album hittills. Albumet har gjorts i symbios med en 24 minuter lång kortfilm med Alicia Vikander i huvudrollen som har samma namn.
På albumet medverkar gästartister så som Lisa Hannigan, Sharon Van Etten och Gail Ann Dorsey.

## Låtlista
1. "You Had Your Soul with You" - 3:26
2. "Quiet Light" - 4:15
3. "Roman Holiday" - 3:34
4. "Oblivions" - 4:13
5. "The Pull of You" - 3:58
6. "Hey Rosey" - 4:14
7. "I Am Easy to Find" - 4:30
8. "Her Father in the Pool" - 1:02
9. "Where Is Her Head" - 4:41
10. "Not in Kansas" - 6:44
11. "So Far, So Fast" - 6:36
12. "Dust Swirls in Strange Light" - 3:18
13. "Hairpin Turns" - 4:27
14. "Rylan" - 3:43
15. "Underwater" - 1:21
16. "Light Years" - 3:33